# モロベ州

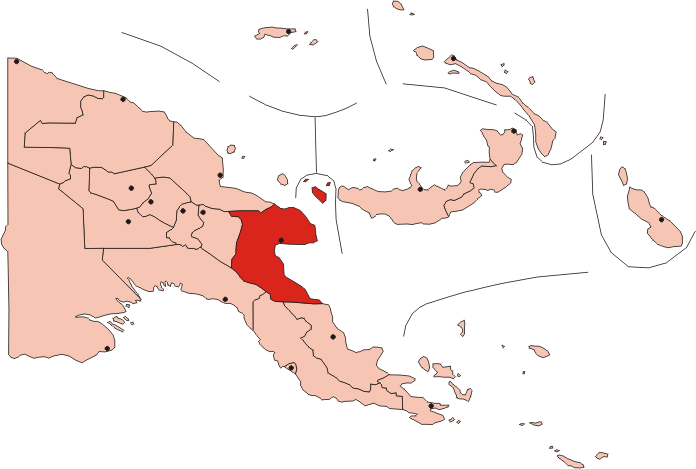
モロベ州

モロベ州（モロベしゅう、Morobe Province）は、パプアニューギニアのニューギニア島北海岸に位置する州である。 州都はラエ。 州の面積は、34,500 km²、人口は67万4810人（2011年国勢調査）。州はフォン半島、ウンボイ島やマーカム川及びフォン湾に沿った海岸地帯を含む。都市部では英語も話されているが、全エリアで171種類もの言語が話されている。

## 歴史
第二次世界大戦中の1943年、日本軍と連合国（オーストラリア軍、アメリカ軍）との間で、ラエ・サラモアの戦いがあった。